# 圣奥梅尔 (卡尔瓦多斯省)
圣奥梅尔（法語：Saint-Omer，法語發音：[sɛ̃.t‿ɔmɛʁ] ⓘ）是法国卡尔瓦多斯省的一个市镇，属于卡昂区。

## 地理
圣奥梅尔（48°55'33"N, 0°27'12"W）面积8.07 平方千米，位于法国诺曼底大区卡爾瓦多斯省，该省份为法国西北部沿海省份，北濒大西洋英吉利海峡，东北与滨海塞纳省以海上边界相接，东临厄尔省，南至奧恩省，西与芒什省接壤。
与圣奥梅尔接壤的市镇（或旧市镇、城区）包括：勒博、孔布赖、多奈、桑格莱地区皮埃尔菲特、拉波姆赖、圣雷米、勒韦、蒂里阿库尔勒奥姆。
圣奥梅尔的时区为UTC+01:00、UTC+02:00（夏令时）。

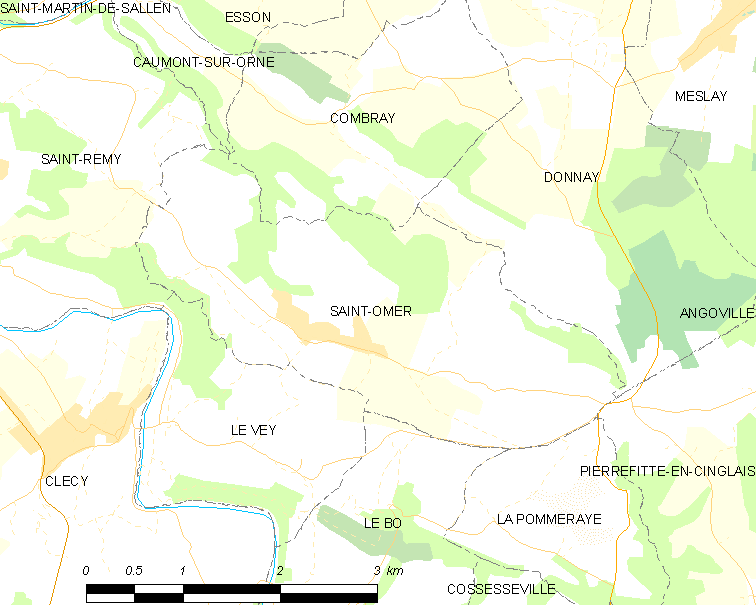
圣奥梅尔的OSM定位图

## 行政
圣奥梅尔的邮政编码为14220，INSEE市镇编码为14635。

## 政治
圣奥梅尔所属的省级选区为勒奥姆县。

## 人口

1962-2008年间圣奥梅尔人口变化图示

圣奥梅尔于2022年1月1日时的人口数量为190人。